# Hebelpresse

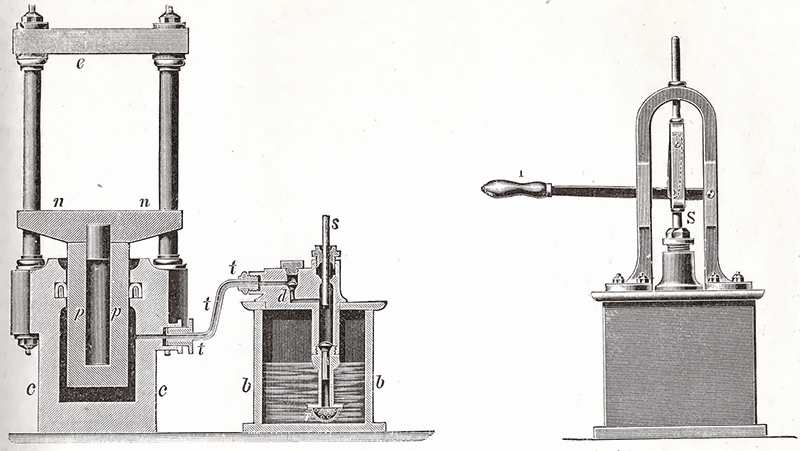
Bramahsche Presse

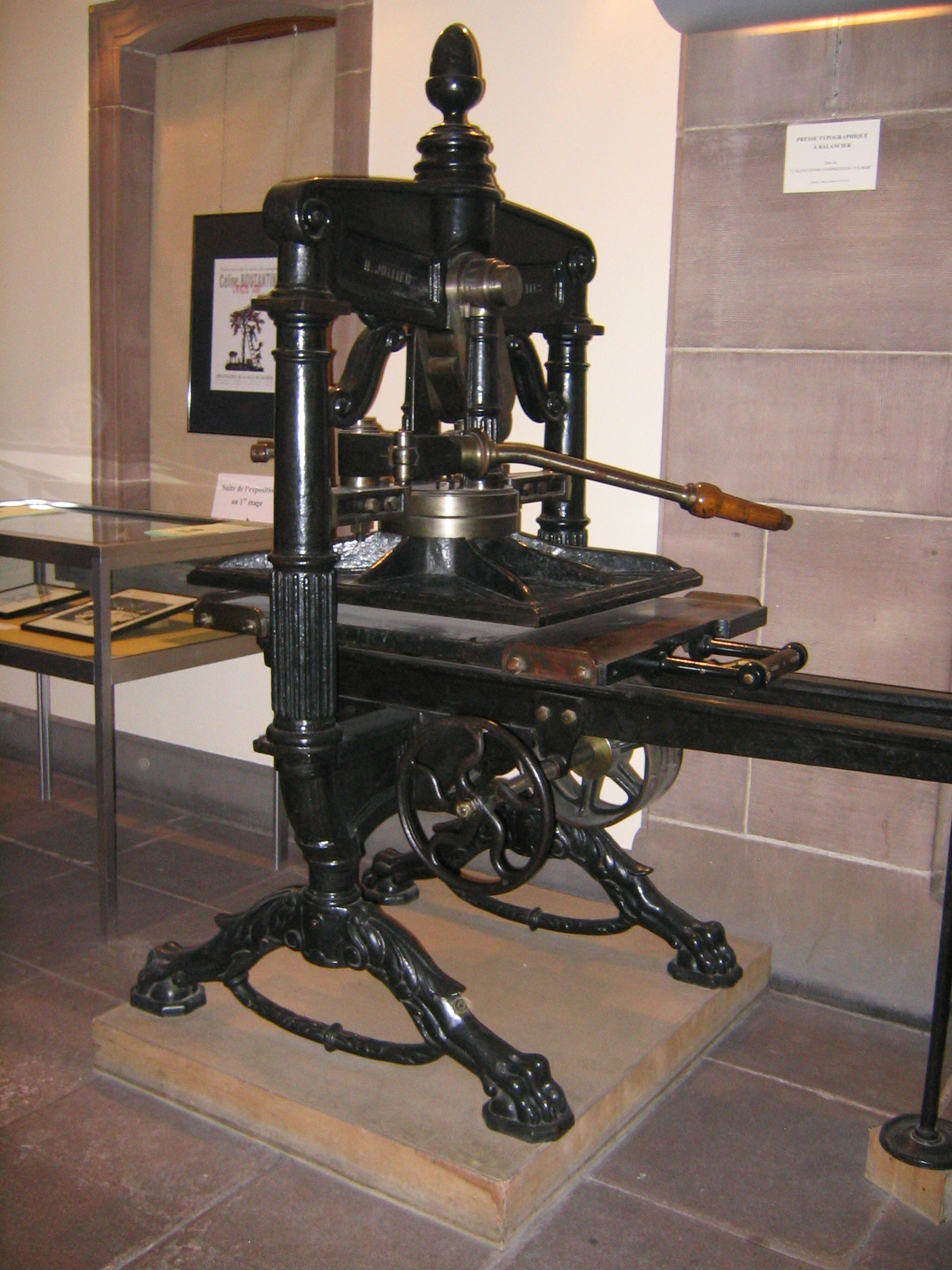
Druckerpresse

Bei einarmigen Hebelpressen wirkt ein Hebel nach dem Hebelgesetz entweder durch angehängte Gewichte, Steine oder auch durch Keil-, Schrauben- oder Handdruck (Siegelpresse) direkt auf die Pressplatte oder aber der Hebel dient als manueller Antrieb für den Kolben eines Hydraulikzylinders zur Erzeugung des Öldrucks der Presse (Bramahsche Presse). Bei sogenannten Kniehebelpressen wirkt ein Kniehebel in Verbindung mit einem Gewindetrieb.
Olivenöl-Pressen und historische Druckerpressen arbeiten nach dem Prinzip der einarmigen Hebelpressen.

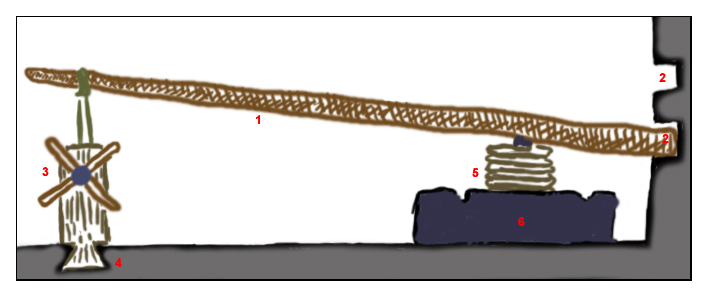
1. Hebel, 2. Seitliche Hebellager, 3. Handrad zur Spindelbetätigung, 4. Lager 5. Geschichtetes Pressgut (Oliven), 6. Pressplatte mit Ablaufrinne